# TOHO 시네마즈
도호 시네마즈(일본어: TOHOシネマズ)는 일본 도호 주식회사의 자회사 관계의 회사로 시네마 콤플렉스 및 도호 영화(방화·외화) 배급을 하는 체인 영화관이다.

## 역사
영화사 도호의 자회사로 TOHO 시네마즈 주식 회사가 담당하지만, 도호 그룹에서 운영하는 극장도 존재한다.
TOHO 시네마즈 주식 회사의 전신은 외국계인 버진 시네마즈·재팬 주식 회사이다. 미국계 일본인 대표이사 야마모토 마크가 영국의 버진 그룹에서 출자를 받아 1997년 9월 12일 설립되었다. 1999년 4월 23일 1호점, 버진 시네마즈 토리어스 히사야마를 후쿠오카현 오픈. 2002년말에는 크게 성장해, 일본내에서 6번째 영화 흥행 회사가되었다.
2003년 4월 4일, 도호에 103억엔에 합병 인수되었고, 회사명과 명칭은 TOHO 시네마즈로 변경되었다. 이후 모기업의 도호와 다른 그룹 회사도 TOHO 시네마즈 브랜드의 영화관을 전개하게 된다. 또한 도호 그룹이 기존 운영하던 영화관의 대부분은 새롭게 TOHO 시네마즈로 개칭. 발권 시스템이나 포인트 카드를 통합했다. 앞으로도 관명 변경이나 서비스의 일원화가 진행 예정이다.
경영 효율화를 목적으로 한 도호 그룹의 영화 흥행 부문 재편에 의해 회사의 영화 흥행 사업을 담당하는 자회사로 자리매김, 2006년 10월 1일에는 TOHO 시네마즈가 모회사인 도호 영화 흥업 부문을 승계받아, 다음 단계로 2008년 3월 1일, 도호의 자회사인 도호 동일본, 중부 도호, 도호 간사이, 큐슈 도호의 4개사를 TOHO 시네마즈 합병 통합했다. 또한 처음에는 홋카이도 도호도 개편 대상으로 거론했지만, 아직은 합병되지 않았다.
원래는 영화관을 경영하는 기업이었지만, 개편에 따라 「TOHO 시네마즈 니치게키」를 비롯한 여러 전통관도 운영하고 있다. 또한, 「시네마 메디아쥬」라는 예전의 이름으로 남아있는 영화관도 존재한다. 다른 이름의 영화관은 현상 이벤트 등에서 보조를 맞추고 있지만, 발권 시스템과 다르다. 2020년 현재 일본에서 가장 많은 영화관을 경영하고 운영하는 흥행 회사로 자리잡았다.

## 연혁
- 1997년 9월 12일, 버진 시네마즈·재팬 주식회사 설립.
- 1999년 4월 23일, 1호점 버진 시네마즈 토리어스 히사야마를 개관한다.
- 2003년 4월 4일, 도호에 103억엔에 인수되고, 도호 그룹의 자회사로 합병된다.
- 2003년 4월 7일, TOHO 시네마즈 주식회사로 회사명 변경.
- 2003년 9월 30일, 버진 시네마즈·재팬 창업자 야마모토 마크가 사장을 퇴임.
- 2006년 10월 1일, 도호 영화사 부문을 통합, 도호 직영관의 사업을 계승한다. 또한 도호 서비스 센터, 도호 빌딩 관리에서 극장 운영을 이관.
- 2007년 3월 1일, 주식회사 시부야 문화 극장을 합병하고 시부야 동쪽 시네타3의 경영을 계승한다.
- 2007년 3월 12일, 나가레야마 오오타카의 숲의 개관에 따라 선행 스칼라, 미유키자리를 도입하고 새로운 발권 시스템을 도입. 이후에 순차적으로 각 극장에 도입.
- 2008년 3월 1일, 도호 동일본, 중부 도호, 도호 간사이, 규슈 도호의 4개사를 합병하여 4개사가 경영하고 있던 극장 경영 및 운영을 계승한다.
- 2010년 1월 19일, 휴대폰에서 티켓 판매(vit)을 핀 포인트로 좌석 수 있도록 리뉴얼.
- 2010년 4월 1일, 선불 카드 방식 TOHO 시네마즈 기프트 카드의 판매를 개시.
- 2010년 5월 10일, 무라카미 치카라가 사장을 퇴임 감사에 취임. 도호 전무 이사 나카가와 케이가 사장으로 취임.
- 2011년 4월 5일, 일부 영화관에서 지금까지 할인 서비스에서 새로운 요금 제도로 변경했다.
- 2011년 12월 1일, 새로운 요금 제도에 변경 영화관 요금을 다른 영화관과 같은 요금제로 변경.(고등학생 요금과 회원 요금 제외)
- 2012년 5월 9일, 나카가와 케이가 사장을 퇴임. 신임 사장에 도호 이사 세타 카즈히코가 취임.

## 서비스

### 시네 마일리지
항공사의 마일리지 프로그램을 본뜬 포인트 서비스. 버진 시네마즈 시절 영화 구매 업무 담당 리더였던 구로 테츠야(현재의 회사 프로그램 편성 부장)가 고안했다. 회원이 영화를 감상하면 1작품 1포인트과 상영 시간에 따라 마일리지가 부여된다 (포인트 마일은 당일 반영된다). 감상 포인트는 6포인트에 한편을 무료로 감상할 수 있다. 마일은 1분 = 1마일로 환산되어 마일에 따라 다양한 상품과 교환 가능하다.

### vit
인터넷을 이용한 티켓 예약 시스템. Virgin Internet Ticket의 약어로, 버진 시네마즈 시절 NEC와 공동으로 개발되었다. 공식 사이트의 극장 각 페이지에 PC, 휴대 전화 중 선택하여 일반적으로 상영 2일 자정 (예: 토요일에 볼 영화라면, 목요일 오전 12시)부터 상영 개시 시간 (광고 등 포함)의 20분 전까지 좌석 권을 예약할 수 있다. 결제 방법은 세 가지로, 신용카드 결제, NTT 도코모, au 사용자에 한해서만 이용 가능하며, TOHO 시네마즈 선물 카드 등의 결제가 있다. 티켓은 극장 로비에 있는 자동 발권기에서 4자리의 지정 번호와 감상자의 등록 전화번호를 입력하여 받을 수 있다. 결제 방법에 상관없이 자동 발권기에 시네 마일리지 카드를 삽입하면 포인트 및 마일이 적립된다.

### TOHO 시네마즈 선물 카드
기존의 종이 선물 티켓이 새롭게 2010년 4월 1일부터 "선불 카드"로 변경되었다. 구입시 2,000엔, 3,000엔, 5,000엔, 10,000엔을 카드에 충전해야 한다. 그러나 충전은 다시 할 수 없기 때문에 유효 기간이 구입시부터 1년간으로 되어있다. 또한 전통적인 선물 티켓 구입이 불가능했던 매점 스토어(상품이나 팜플렛) 및 인터넷 판매 "vit"도 사용할 수 있게 되었다.

### 부모 클럽 극장
아기들과 어머니와 아버지를 대상으로 한 영화 상영으로, 아이가 태어나고 나서 영화관과는 멀어져 버린 관객들을 위해 기획되었다. 아기가 울어도 상관없이 신경쓰지 않고 영화를 볼 수 있다. 조명과 사운드 볼륨, 장내 온도는 아기에게 자극을 주지 않는 수준으로 조정된다. 주 1회로 상영되고 있으며, 아기를 동반한 관객이 주관객이기 때문에 일반인 입장이 할 수 없다. (2010년 5월 규정 개정)

### 연속 상영(잇키미)
작품을 연속 상영하는 특별 기획으로 "계속 연속으로 보기"란 뜻으로 잇키미라고 명명했다. 롯폰기 힐스를 중심으로 수도권 사이트에서 실시되는 경우가 많다. 시리즈 작품과 동일한 주연, 감독 작품을 정리해 2~4편 정도 연속으로 상영한다.

### 한달 무료 여권
제시하는 것만으로 한달동안 영화를 무료로 감상할 수 있는 라미네이트의 여권이다. 시네 마일리지 교환 상품이지만, 이벤트 특상로 제공되는 경우도 있다. 사용 소지자에게만 허락되어 본인 확인을 위해 사진이 필요하므로 교체 당일 직원에게 그 자리에서 촬영된다. 발권은 당일만 일부 특별 상영 작품과 잇키미를 포함 기획 상영에는 이용할 수 없는 등 몇 가지 제한이 있다. 많은 영화를 무료로 볼 수 있다고 할만큼 있고 인기가 높고, 이것을 목적으로 TOHO 시네마즈에 오는 영화 팬들도 적지 않다. 시네 마일리지 카드 사이트를 통해 이용할 수 있지만, 록뽄기 힐즈에서 발행되는 무료 경로에서만 사용이 가능하다.

### TC MAIL 메일 매거진
휴대 전화와 컴퓨터에 TC MAIL을 등록하면 정기적으로 최신 영화 정보 메일 (주연 배우의 무대 인사)나 특별 시사회 비매품 상품의 추첨 응모 및 TOHO 시네마즈 제한 휴대폰 메인화면의 이미지가 선물된다.

### TOHO 시네마즈 매거진
2007년 2월 1일부터 배포되고있는 영화 정보신문이다. 매월 1일 배포되고 있다. 오로지, TOHO 시네마즈 직영 극장에서만 배포하고있다. (2010년 2월 기준)

#### TOHO 시네 마즈 한정 극장 문화 매거진
2008년 3월 14일부터 TOHO 시네마즈 매거진 확대 버전으로 유료로 판매하고 있는 영화 잡지이다. 카도카와 미디어 하우스와 TOHO 시네마즈 공동으로 제작되고 있다. TOHO 시네마즈 킨시쵸를 제외한 TOHO 시네마즈 직영 극장에서만 판매되고 있다.
- 창간호 - 마츠모토 준, 카세 료, 마츠야마 켄이치, 3 종류의 표지로 발매되었다.
- 제2호 - 《꽃보다 남자 파이널》의 표지로 2008년 6월 14일에 발매되었다.
- 제3호 - 후쿠야마 마사하루, 마츠다 쇼타, 마키 요코, 3 종류의 표지로 2008년 9월 14일에 발매되었다.
- 증간호 - 디즈니/픽사 특별판 《월리》의 표지로 2008년 11월 22일에 발매되었다.
- 제4호 - 나가세 토모야, 오구리 슌, 미야자키 아오이, 3 종류의 표지로 2008년 12월 14일에 발매되었다.
- 제5호 - 에이타, 미즈시마 히로, 오카다 마사키, 3 종류의 표지로 2009년 3월 14일에 발매되었다.
- 제6호 - 《아이 컴 위드 더 레인 》에 출연한 기무라 타쿠야의 표지로 2009년 6월 6일에 발매되었다.
- 제7호 - 《굿 배드 위아도》에 출연한 이병헌과 한국 드라마 《꽃보다 남자》에 출연한 이민호의 표지로 2009년 9월 5일에 발매되었다.
- 제8호 - 《BANDAGE 밴디지》에 출연한 아카니시 진과 《골든 슬럼버》에 출연한 사카이 마사토의 표지로 2009년 12월 19일에 발매되었다.
- 제9호 - 《노다메 칸타빌레 최종 악장》에 출연한 타마키 히로시의 표지로 2010년 3월 20일에 발매되었다.
- 제10호 - 《BECK》에 출연한 사토 타케루와 《춤추는 대수사선 THE MOVIE3 녀석들을 해방하라!》에 출연한 오다 유지의 표지로 2010년 6월 19일에 발매되었다.
- 제11호 - 《오오쿠》에 출연한 니노미야 카즈나리와 《파트너-극장판 II-》의 표지로 2010년 9월 18일에 발매되었다.
- 제12호 - 《SPACE BATTLESHIP 야마토》에 출연한 기무라 타쿠야와 《노르웨이의 숲》의 표지로 2010년 12월 1일에 발매되었다.
- 제13호 - 《SP THE MOTION PICTURE》에 출연한 오카다 준이치의 표지로 2011년 3월 5일에 발매되었다.
- 제14호 - 《만약 고교야구의 여자 매니저가 드러커의 매니지먼트를 읽는다면》에 출연한 마에다 아츠코의 표지로 2011년 6월 4일에 발매되었다.
- 제15호 - 《틴틴의 모험/유니콘 호의 비밀》과 이치카와 에비조의 표지로 2011년 9월 17일에 발매되었다.
- 제16호 - 《겐지 모노가타리: 천년의 수수께끼》에 출연한 이쿠타 토마의 표지로 2011년 12월 10일에 발매되었다.
- 제17호 - 《스타워즈 에피소드 1: 팬텀매너스 3D》, 《우주 형제》의 표지로 2012년 3월 16일에 발매되었다.
- 제18호 - 《에이트 레인저》에 출연한 칸쟈니 ∞, 《늑대 아이의 비와 눈》의 표지로 2012년 6월 30일에 발매되었다.

## TOHO 시네마즈 극장

### 동북 지방
- TOHO 시네마즈 오이라세시모타 (아오모리현 가미키타군 아이라세초)
- TOHO 시네마즈 아키타 (아키타현 아키타)

### 관동 지방
도쿄도
- TOHO 시네마즈 니치게키 (치요타구, 유라쿠쵸 마리온)
- TOHO 시네마즈 유라쿠좌 (치요다구, 니유토키요)
- TOHO 시네마즈 스칼라좌 (치요다구, 도쿄 다카라즈카 극장)
- TOHO 시네마즈 미유키좌 (치요다구, 도쿄 다카라즈카 극장 빌딩)
- TOHO 시네마즈 샨테 (치요다구, 히비야 샨테)
- TOHO 시네마즈 시부야 (시부야, 시부야 동쪽 시네 타워 빌딩)
- TOHO 시네마즈 록뽄기 힐즈 (도쿄 롯폰기 힐즈)
- TOHO 시네마즈 메디아쥬 (도쿄, 메디아쥬)
- TOHO 시네마즈 니시아라이 (아다치 구, 아리오 니시아라이)
- TOHO 시네마즈 미나미 오사와 (하치 오지시, fab 미나미 오사와)
- TOHO 시네마즈 후츄 (후츄시, 쿠루루)
- TOHO 시네마즈 킨시쵸 (스미다 구, 킨시쵸)

도쿄도 외
- TOHO 시네마즈 우츠노미야 (토치기현, 우츠노미야시)
- TOHO 시네마즈 히타치나카 (이바라키현, 히타치나카시)
- TOHO 시네마즈 미토 우치바라 (이바라키현, 미토시)
- TOHO 시네마즈 후나바시 라라포트 (치바현, 후나바시시)
- TOHO 시네마즈 이치카 꼬르통 플라자 (치바현, 이치카와시)
- TOHO 시네마즈 야치요 미도리가오카 (치바현, 야치요시)
- TOHO 시네마즈 나가레야마 오오타카의 숲 (치바현, 나가레야마시)
- TOHO 시네마즈 에비나 (카나가와현, 에비나시)
- TOHO 시네마즈 오다 (카나가와현, 오다와라시)
- TOHO 시네마즈 카와사키 (카나가와현, 카와사키시)
- TOHO 시네마즈 라라포토 요코하마 (카나가와현, 요코하마시 츠즈키 구, 라라포트 요코하마)
- TOHO 시네마즈 카미오카 (카나가와현, 요코하마시 코난 구 카미오카)

### 중부지방
- TOHO 시네마즈 고후 (야마나시현, 고후시)
- TOHO 시네마즈 하마마츠 (시즈오카현, 하마마츠시 나카 구)
- TOHO 시네마즈 선 스트리트 하마키타 (시즈오카현, 하마마츠시 하마키타 구)
- TOHO 시네마즈 라라 이와타 (시즈오카현, 이와타시)
- TOHO 시네마즈 나고야 베이시티 (아이치현, 나고야시 미나토 구)
- TOHO 시네마즈 츠시마 (아이치현, 츠시마시 요시즈야)
- TOHO 시네마즈 히가시우라 (아이치현, 치타 군 히가시우라쵸)
- TOHO 시네마즈 키소가와 (아이치현, 이치노미야시 이온몰 키소가와)
- TOHO 시네마즈 기후 (기후현, 컬러풀 타운 기후)
- TOHO 시네마즈 모레라 기후 (기후현, 모토스시, 모레라 기후)
- TOHO 시네마즈 화보레 도야마 (도야마현, 도야마시 퓨처시티 화보레)
- TOHO 시네마즈 다카오카 (토야마현, 타카오카시 이온몰 타카오)
- TOHO 시네마즈 우에다 (나가노현, 우에다시 아리오 우에다)

### 칸사이 지방
- TOHO 시네마즈 우메다 (오사카부 오사카시, 키타 구)
- TOHO 시네마즈 우메다 아넥스 (오사카부 오사카시, 키타 구 우메다 라쿠텐 빌딩)
- TOHO 시네마즈 난바 본관 (오사카부 오사카시, 츄오구, 도호 난바 빌딩)
- TOHO 시네마즈 난바 별관 (오사카부 오사카시, 츄오구, 시키시마 빌딩)
- TOHO 시네마즈 센보쿠 (오사카부 사카이시, 미나미 구)
- TOHO 시네마즈 오오도리 (오사카부 사카이시, 니시 구 아리오 오오도리)
- TOHO 시네마즈 니조 (교토부 교토시, 나카 구)
- TOHO 시네마즈 이타미 (효고현 이타미시, 이온몰 이타미 빌딩)
- TOHO 시네마즈 니시노미야 OS (효고현 니시노미야시 한큐 니시노미야 가든즈)
- TOHO 시네마즈 카시하라 (나라현 카시하라시, 이온몰 카시하라)

### 츄고큐 지방
- TOHO 시네마즈 고난 (오카야마현 오카야마시, 미나미 구, 시네마 타운 고난)
- TOHO 시네마즈 미도리이 (히로시마현 히로시마시, 아사미나미 구)

### 시코쿠 지방
- TOHO 시네마즈 니이하마 (에히메현 니이하마시, 이온몰 니이하마)
- TOHO 시네마즈 코치 (고치현 고치시, 이온몰 코치)

### 규슈 지방
- TOHO 시네마즈 텐진 본관 (후쿠오카현 후쿠오카시, 츄우오 구 이와타야 본관
- TOHO 시네마즈 텐진 솔라리아 본관 (후쿠오카현 후쿠오카시, 츄우오구 솔라리아 플라자
- TOHO 시네마즈 토리어스 히사야마 (후쿠오카현 가스야군 히사야마마치, 트라이아스 히사야마)
- TOHO 시네마즈 후쿠츠 (후쿠오카현 후쿠츠시, 이온몰 후쿠츠)
- TOHO 시네마즈 나가사키 (나가사키현 나가사키, 미라이 나가사키 코코 워크)
- TOHO 시네마즈 오이타 와시다 (오이타현 오이타시, 오이타 와시다 타운)
- TOHO 시네마즈 빛의 숲 (쿠마모토현 키쿠치군, 유메타운 빛의 숲)
- TOHO 시네마즈 하마센 (쿠마모토현 쿠마모토시, 미나미 구 유메타운)
- TOHO 시네마즈 우키 (쿠마 모토현 우키시, 이온몰 우키)
- TOHO 시네마즈 요지로 (가고시마현 가고시마시)

### 그외 공동 경영의 극장
- 삿포로 시네마 프론티어 (홋카이도 삿포로시, 삿포로 역 빌딩 스텔라 플레이스 센터)
- 신주쿠 발트 9 (도쿄도 신주쿠, 신주쿠 3 쵸메 이스트 빌딩)
- 오사카 스테이션시티 시네마 (오사카부 오사카시 키타구, 오사카 스테이션 시티)
- 히로시마 발트 11 (히로시마현 아키 군 후츄쵸시, 이온몰 히로시마 후츄쵸)

### 개관 예정의 극장
- TOHO 시네마즈 신주쿠 (신주쿠, 신주쿠 도호 빌딩)
- TOHO 시네마즈 니혼바시 (도쿄도 츄오구 니혼바시 무로마치)

### 그외 폐관된 극장
- 요코하마 브룩 13 (카나가와현 요코하마시 나카구)
- TOHO 시네마즈 타카츠키 (오사카부 타카츠키시 아쿠타가와)
- 삼번가 시네마 1.2.3 (오사카부 오사카시 키타구 차야마치)
- 하마오츠 아카스 시네마 (시가현 오츠시 하마오츠 아쿠스)
- 사바 시네마 7 (후쿠이현 사바에시)
- 신주쿠 플라자 극장 (도쿄도 신주쿠구 가부키쵸 신주쿠 도호 회관 빌딩)
- 시부야 시네 프론트 (도쿄도 시부야구 우다가와쵸)
- 그랜드 파크 도호 8 (야마나시현 고후시, 그랜드 파크)